# Робат-е Софла (Марказі)
Робат-е Софла (перс. رباطسفلي) — село в Ірані, у дегестані Хоррам-Дашт, у бахші Камаре, шагрестані Хомейн остану Марказі. За даними перепису 2006 року, його населення становило 81 особу, що проживали у складі 16 сімей.

## Клімат
Середня річна температура становить 11,13°C, середня максимальна – 30,16°C, а середня мінімальна – -10,66°C. Середня річна кількість опадів – 234 мм.
| Клімат поселення                              | Клімат поселення | Клімат поселення | Клімат поселення | Клімат поселення | Клімат поселення | Клімат поселення | Клімат поселення | Клімат поселення | Клімат поселення | Клімат поселення | Клімат поселення | Клімат поселення | Клімат поселення |
| Показник                                      | Січ.             | Лют.             | Бер.             | Квіт.            | Трав.            | Черв.            | Лип.             | Серп.            | Вер.             | Жовт.            | Лист.            | Груд.            |                  |
| Середній максимум, °C                         | 5,64             | 7,27             | 11,24            | 17,82            | 23,30            | 28,71            | 30,16            | 29,88            | 25,36            | 18,97            | 12,20            | 6,83             |                  |
| Середня температура, °C                       | −2,5             | −0,88            | 3,08             | 9,66             | 15,15            | 20,56            | 24,36            | 24,08            | 19,54            | 13,16            | 6,38             | 1,03             |                  |
| Середній мінімум, °C                          | −10,66           | −9,04            | −5,08            | 1,50             | 6,99             | 12,40            | 18,55            | 18,28            | 13,74            | 7,36             | 0,58             | −4,77            |                  |
| Норма опадів, мм                              | 37               | 36               | 43               | 30               | 21               | 3                | 2                | 1                | 0                | 7                | 22               | 32               |                  |
| Середньомісячна швидкість вітру, м/с          | 1.22             | 1.95             | 2.65             | 2.68             | 2.46             | 2.32             | 2.30             | 2.16             | 2.05             | 1.90             | 1.88             | 1.21             |                  |
| Середньомісячна сонячна радіація, кДж/м²·день | 9726             | 12951            | 15441            | 18704            | 22637            | 26833            | 25873            | 24346            | 21552            | 16145            | 11396            | 9380             |                  |
| --------------------------------------------- | ---------------- | ---------------- | ---------------- | ---------------- | ---------------- | ---------------- | ---------------- | ---------------- | ---------------- | ---------------- | ---------------- | ---------------- | ---------------- |
| Джерело:                                      |                  |                  |                  |                  |                  |                  |                  |                  |                  |                  |                  |                  |                  |